# Tourcoing – Centre
Tourcoing – Centre – stacja metra w Lille, położona na linii 2. Znajduje się w miejscowości Tourcoing. Stacja obsługuje centrum miasta.
Została oficjalnie otwarta 18 sierpnia 1999.